# Eustomias acinosus
Eustomias acinosus es una especie de pez de la familia Stomiidae en el orden de los Stomiiformes.

## Morfología
• Los machos pueden llegar alcanzar los 18,5 cm de longitud total.

## Alimentación
Come peces hueso.

## Hábitat
Es un pez de mar y aguas  tropicales.

## Distribución geográfica
Se encuentra al este de Bermuda y el Golfo de México.